# Gulja (Kreis)
| Uigurische Bezeichnung          | Uigurische Bezeichnung         |
| ------------------------------- | ------------------------------ |
| Arabisch-Persisch (Kona Yeziⱪ): | غۇلجا ناھىيىس                  |
| Lateinisch (Yengi Yeziⱪ):       | Ƣulja Naⱨiyisi                 |
| Kyrillisch (Sowjetunion):       | Ғулҗа наһийиси                 |
| offizielle Schreibweise (VRCh): | Gulja (Yining Xian)            |
| Aussprache in IPA:              | [ʁuldʒa]                       |
| andere Schreibweisen:           | Ghulja, Ğulca, Kuldscha, Kulja |
| Chinesische Bezeichnung         |                                |
| Kurzzeichen:                    | 伊宁县                         |
| Langzeichen:                    | 伊寧縣                         |
| Umschrift in Pinyin:            | Yīníng Xiàn                    |
| Umschrift nach Wade-Giles:      | I-ning Hsien                   |

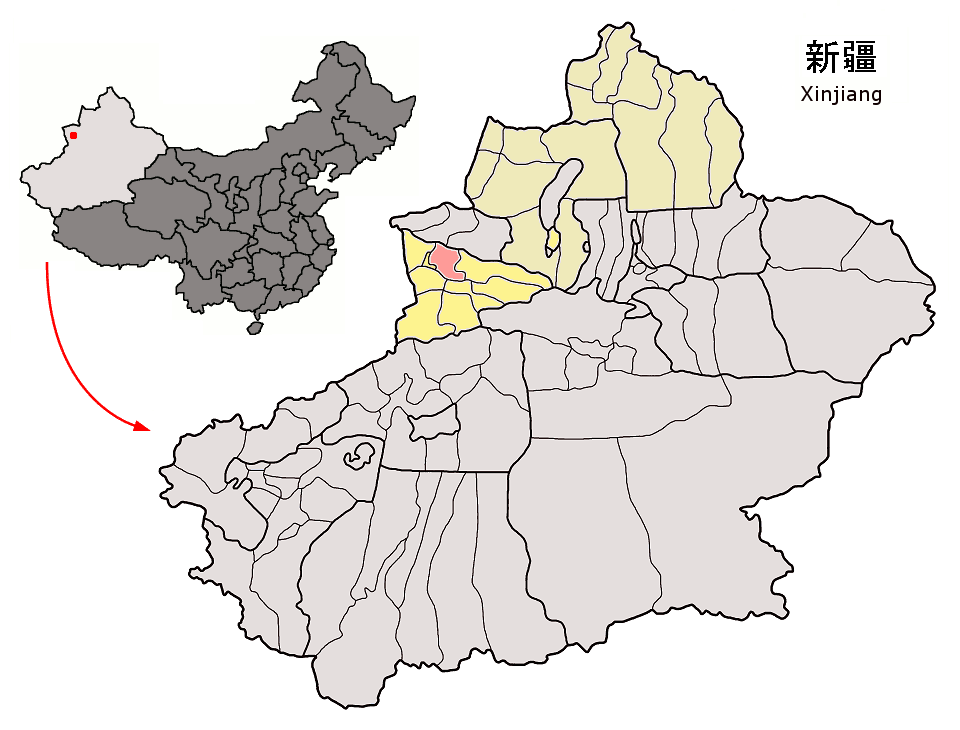
Lage des Kreises Gulja bzw. Yining (rosa) im Kasachischen Autonomen Bezirk Ili

Gulja (Yining) (kasachisch قۇلجا اۋدانى Qulja Awdanı, russisch Құлжа ауданы) ist ein Kreis des Kasachischen Autonomen Bezirks Ili im Nordwesten des Uigurischen Autonomen Gebiets Xinjiang in der Volksrepublik China. Die Fläche beträgt 4.486 Quadratkilometer und die Einwohnerzahl 372.590 (Stand: Zensus 2010). Sein Hauptort ist die Großgemeinde Jelilyüzi (吉里于孜镇).
Das Sultan-Vais-Khan-Mausoleum (Sutan Waisi han mazha) steht seit 2006 auf der Liste der Denkmäler der Volksrepublik China (6-294).

## Geschichte
Nach 1876 wurde das „Kuldschagebiet“ von russischen Truppen unter Konstantin Petrowitsch von Kaufmann besetzt und musste 1881 an China zurückgegeben werden. Der Botaniker Albert Regel wirkte hier 1875–1881 als Kreisarzt.